# President's Intelligence Advisory Board
O President's Intelligence Advisory Board (PIAB) é um órgão assessor do Gabinete Executivo do Presidente dos Estados Unidos. De acordo com sua descrição oficial, ele "...presta assessoria ao Presidente de qualidade e adequação da coleta de informações, de análises e previsões, de espionagem e de outras atividades ligadas ao Serviço de inteligência".